# Wismarer Wappen
Das Wappen der Hansestadt Wismar zeigt die Hansekogge mit dem Stierkopf aus dem mecklenburgischen Stammwappen. Dieser Stierkopf findet sich auch im Wappen Mecklenburg-Vorpommerns. Heraldisch ist die weiß-rote Flagge der Hanse integriert. Das Wappen wird durch die Bürgerschaft der Hansestadt geführt.
Als Signet wird auch allein der Stierkopf verwendet. Dieses historisch ältere Wappen ist ebenfalls eingeführt. Es darf als gemeinfreies Wappenzeichen von jedem verwendet werden.

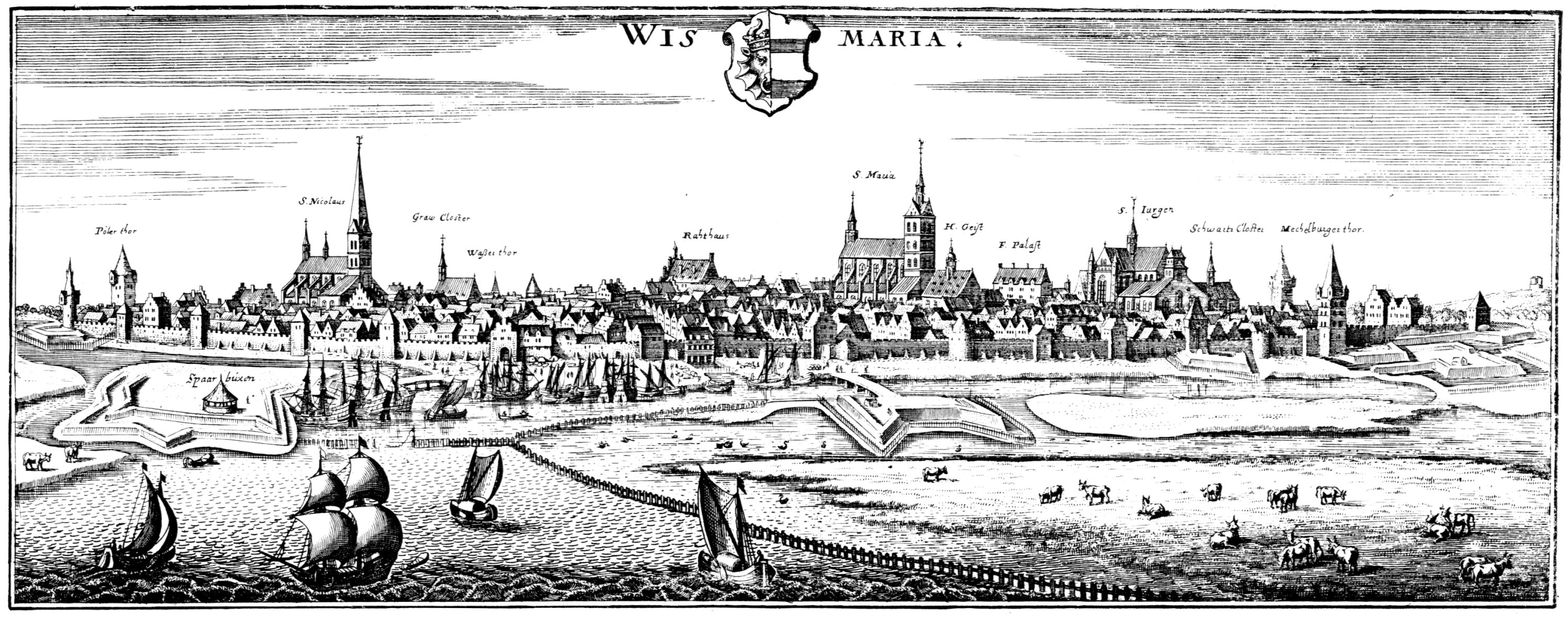
Ansicht von Wismar 1640 mit dem Stadtwappen

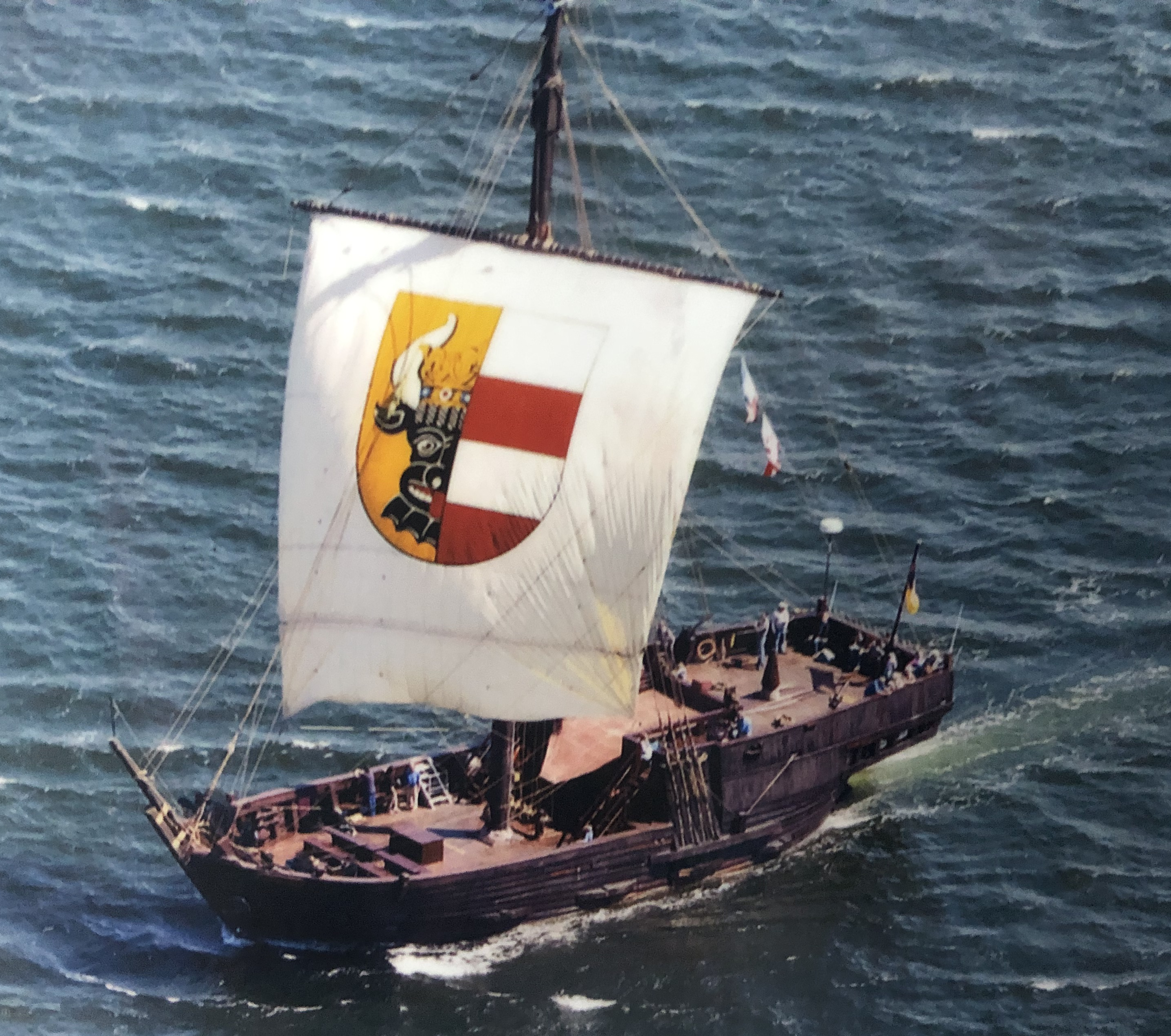
Die Kogge Wissemara in voller Fahrt mit gesetztem Wappensegel des historischen alten Stadtwappens von Wismar

## Siegel- und Wappengeschichte
Ob die Städte neben dem für den Rechtsverkehr unentbehrlichen Siegel auch schon Wappen geführt haben, ist ungewiss. Belegt ist eine Wappenführung einzelner Städte durch die an den Urkunden anhängenden Abdrucke der Stadtsiegel vom Ende des 13. bzw. ab Beginn des 14. Jahrhunderts. So zeigen die Wismarer Stadtsiegel aus jener Zeit sowohl das Flaggenbild als auch das Stadtwappen. Das erste große Stadtsiegel, dessen ältester bekannter Abdruck aus dem Jahre 1256 stammt, präsentiert als Siegelbild eine Kogge mit bewimpeltem Mast. Das zweite, wesentlich jüngere große Stadtsiegel, als Abdruck erstmals an einer Urkunde aus dem Jahre 1354 überliefert, bietet im Wesentlichen dasselbe Bild dar, es ist nur künstlerisch vollendeter ausgeführt. Abweichend von dem ersten Siegelbild weist der Wimpel am Mast deutlich zwei andersfarbige Streifen vor. Schon in jener Zeit dienten flaggenartige Vorrichtungen am Mast eines Schiffes auf See als Kennzeichen der Zugehörigkeit zu einem Land bzw. zu einer Stadt. Im Lübischen Seerecht von 1299 heißt es dazu: In iewellich borghere van Lubeke, de ein schiper is, schal voren einen lubeschen vloghel. Der Flüger ist im Gebrauch der Schiffer ein kleines schmales Stück Stoff, das, am Topp der Masten angebracht, ursprünglich zur Feststellung der Windrichtung diente. Während der lübische Flüger eine Farbenteilung ausweist, die im 15. Jahrhundert mit Weiß-Rot schriftlich bezeugt ist, verdoppelte die Stadt Wismar zur Kennzeichnung der in ihrem Hafen beheimateten Schiffe jenes Flaggenbild. Damit verdeutlichte Wismar zugleich die enge Verbindung mit dem hansischen Vorort Lübeck.

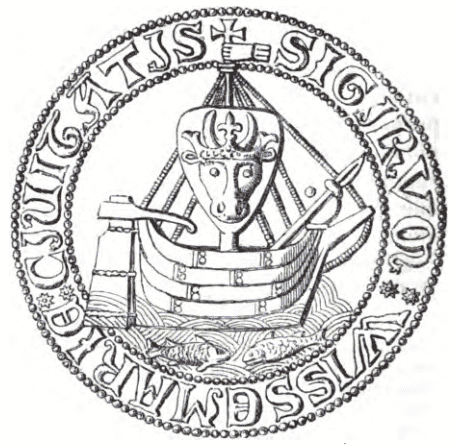
Erstes großes Siegel der Stadt Wismar, Zeichnung nach dem Abdruck von 1256
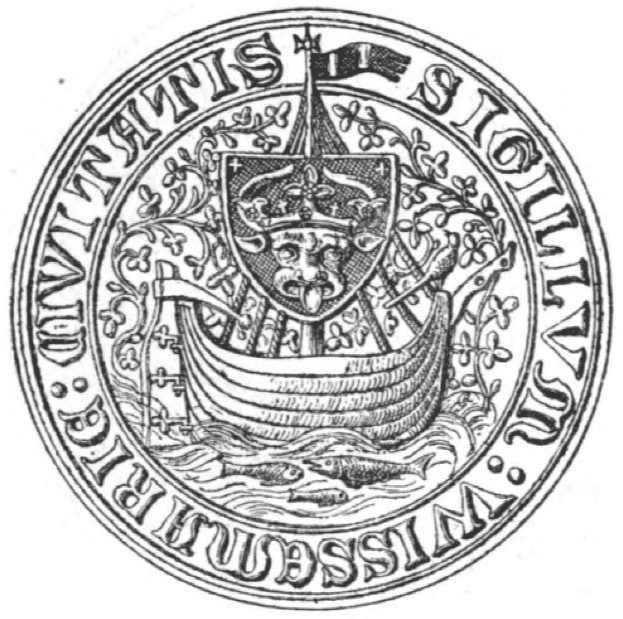
Zweites großes Siegel der Stadt, Zeichnung nach dem Abdruck von 1354
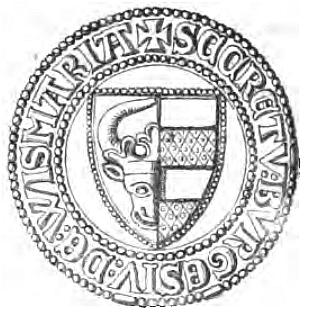
Ratssiegel der Stadt Wismar, Zeichnung nach dem Abdruck von 1311

Das Sekretsiegel der Stadt, dessen ältester bekannter Abdruck aus dem Jahre 1311 stammt, bietet dagegen ein ganz anderes Bild, ein eigentliches Wappen. Dieses wohl in den letzten Jahrzehnten des 13. Jahrhunderts durch Zusammenführung der Figur aus dem Herrschaftszeichen der Herren zu Mecklenburg mit dem aus dem Flaggenbild abgeleiteten städtischen Zeichen gebildete Stadtwappen ist offensichtlich – wie von Parallelen außerhalb Mecklenburgs bekannt – für die Siegelgestaltung als Vorlage benutzt worden. Das aus der Wismarer Flagge abgeleitete städtische Zeichen, dreifach von Silber und Rot geteilt, wird in der stadtgeschichtlichen Literatur als Rats- oder Flaggenwappen bezeichnet. Neben dem Stadtwappen befand es sich in späterer Zeit an den einzelnen, nicht mehr existierenden mittelalterlichen Stadttoren. Am erhalten gebliebenen Wassertor ist es heute noch zu sehen.

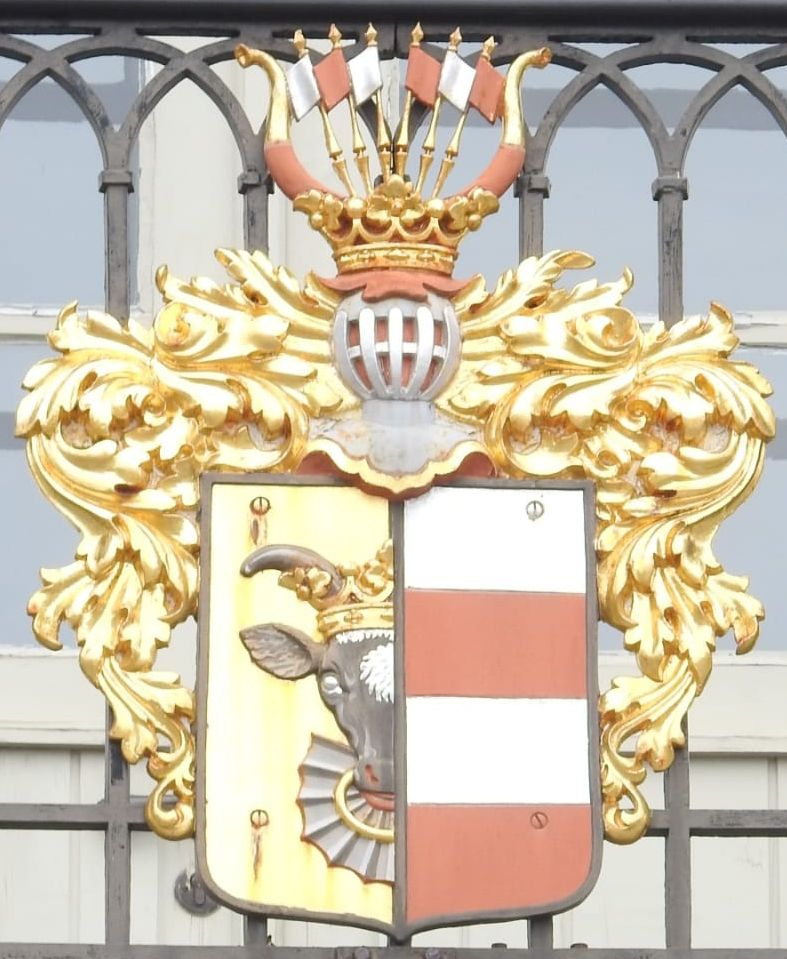
Wappen am Balkon des Rathauses
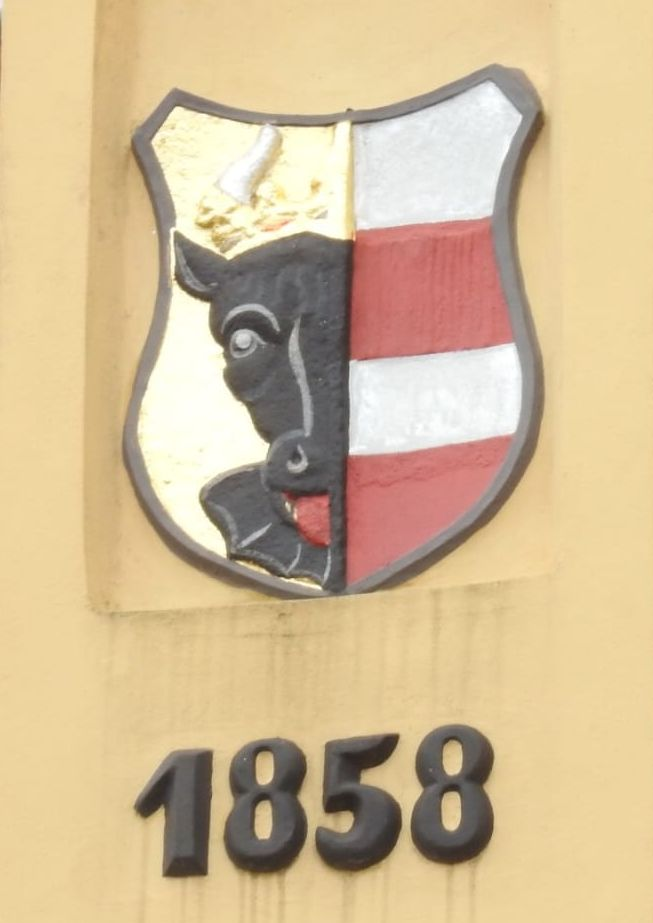
Wappen an der Schwedenwache
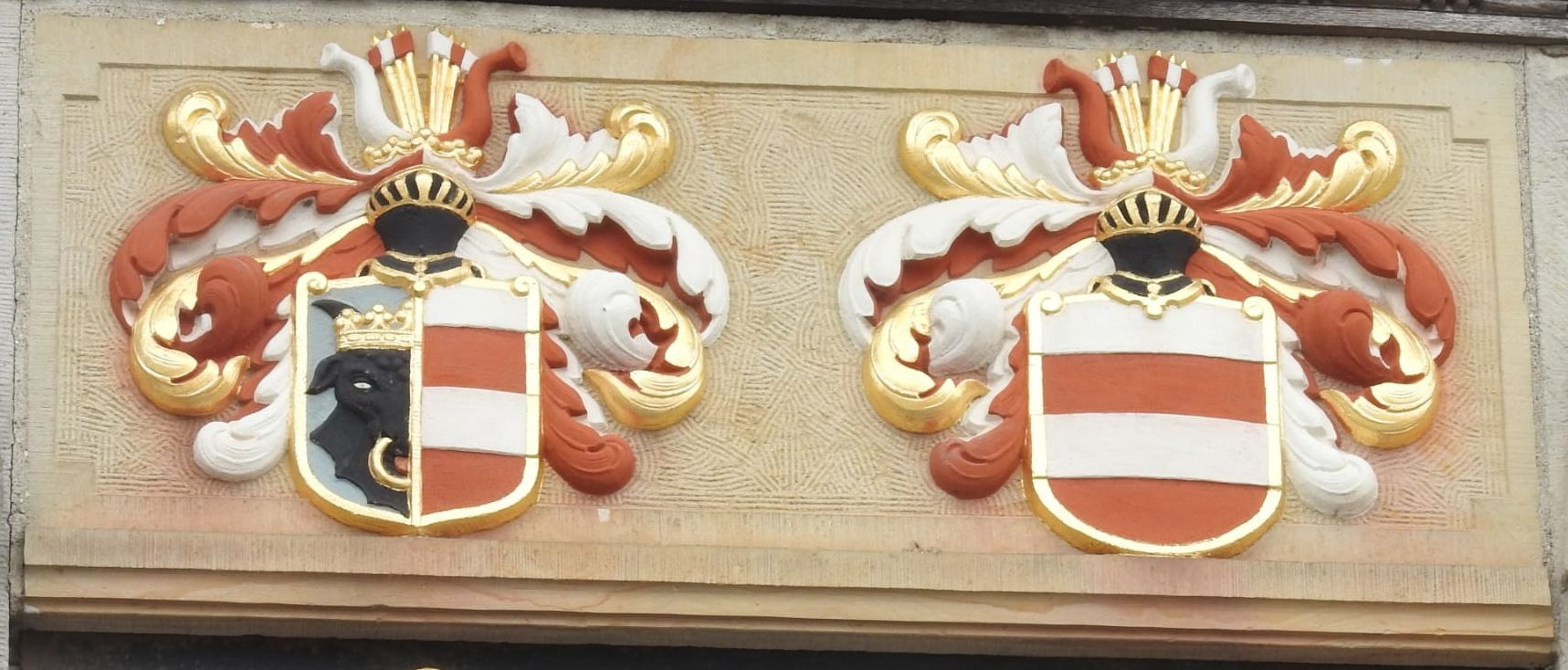
Wappen- und Stadtzeichen an der Wasserkunst
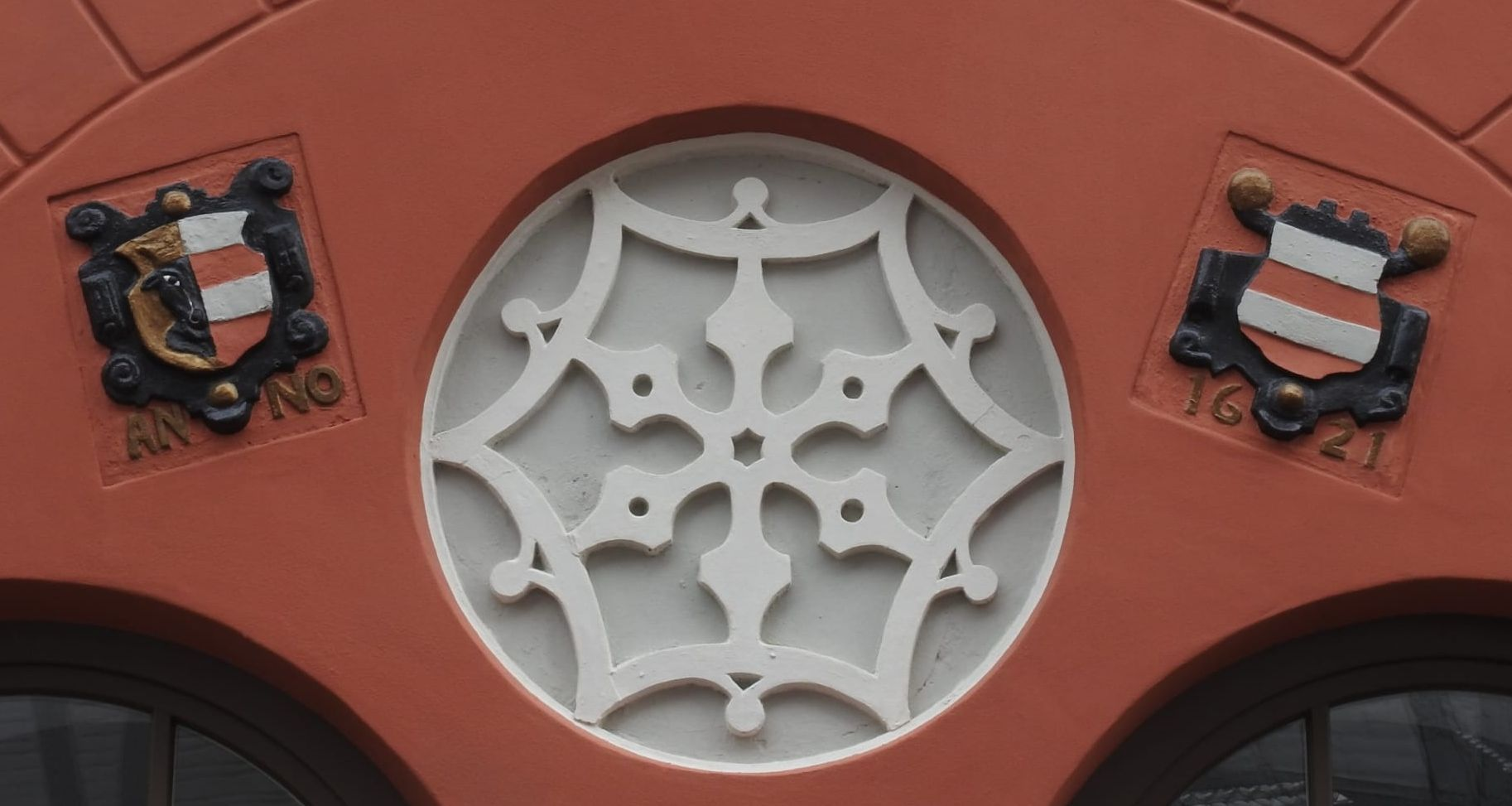
Wappen- und Stadtzeichen an der Ratsapotheke
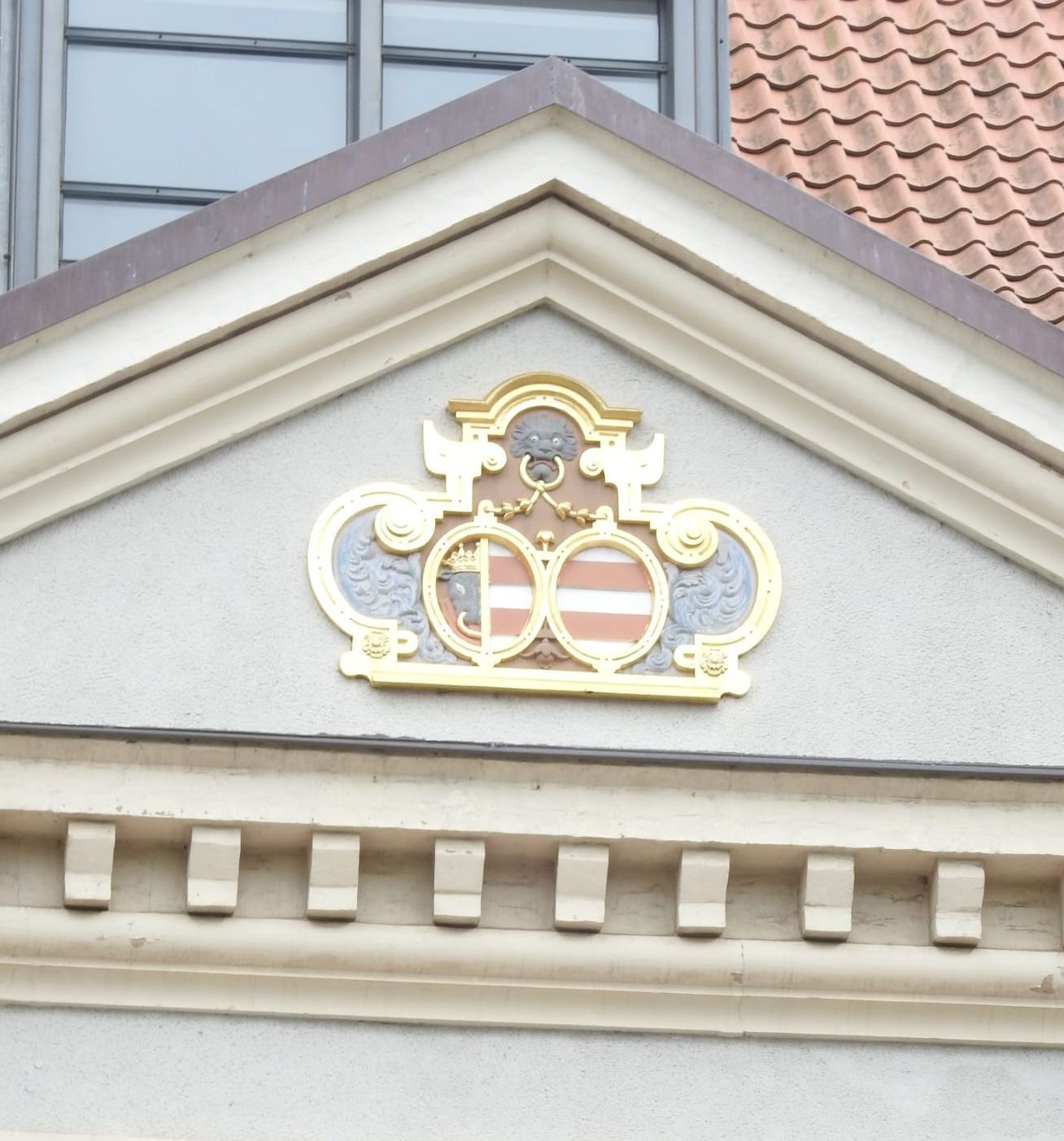
Wappenkartusche am Zeughaus, ehemals am Mecklenburger Tor angebracht
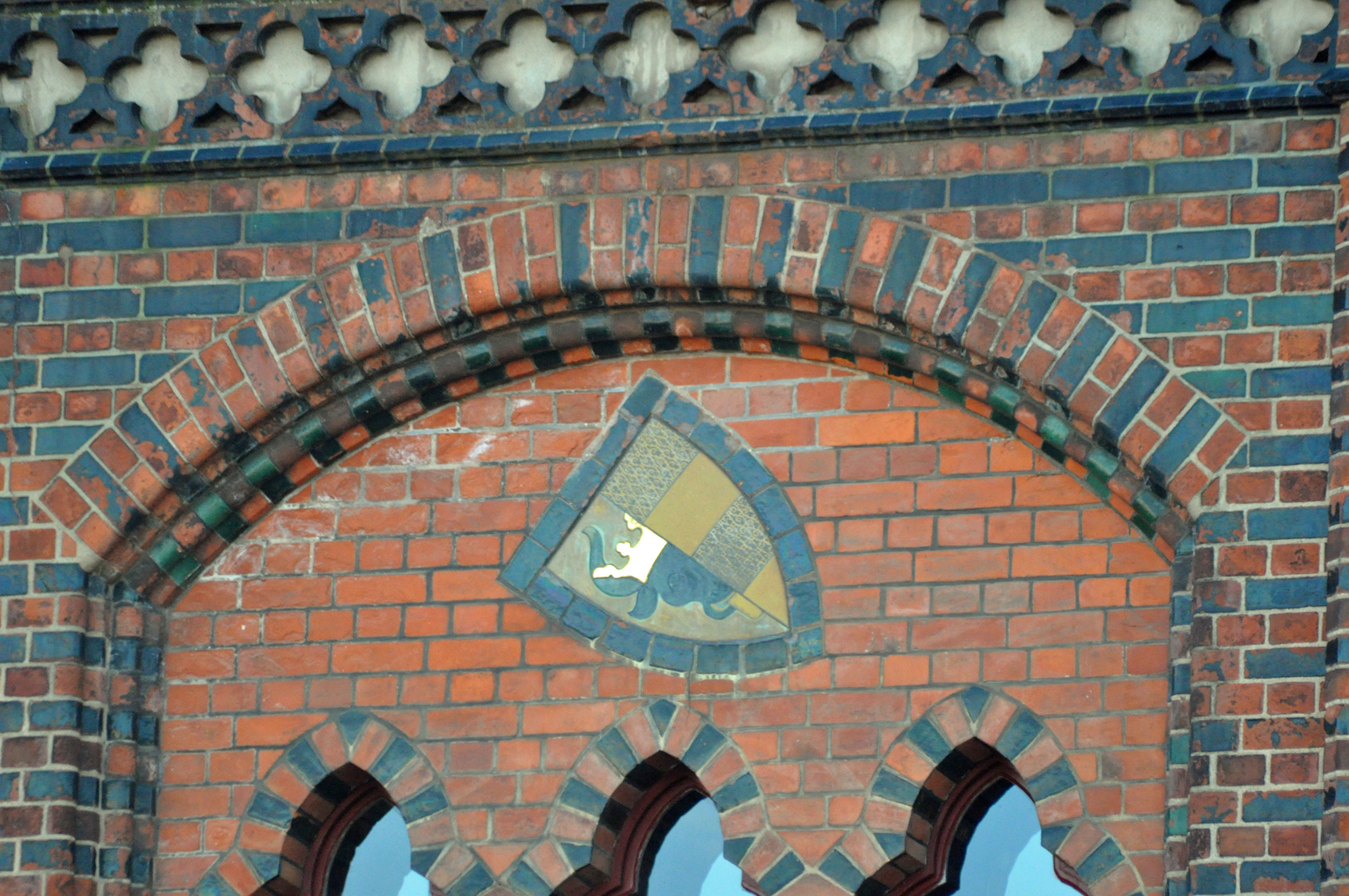
Wappen am Rathaus in Stralsund

## Heutiges Wappen
Das älteste Siegel der Stadt von 1250 zeigt bereits die Kogge und einen Schild mit Stierkopf am Mast. Das Schiff weist auf die Bedeutung des Handels der Hanse- und Hafenstadt, die Fische darunter auf die des Fischfangs hin. Die Möwe erscheint erst im 14. Jahrhundert auf dem Siegel, ihre Bedeutung oder Zuschreibung ist nicht überliefert. Der Schild am Mast weist auf das Wappenzeichen im Herzogtum Mecklenburg, zu dem die Stadt bereits früh gehörte.
Bis 1918 war das Wappen der Stadt das Kleine Wappen mit dem Stierkopf und den weiß-roten Streifen von der Flagge Wismars. Ab 1918 wurde das Siegelbild des ältesten Stadtsiegels als Wappen geführt, in diesem Fall mit blauem Feld, welches ab 1995 silber ist.

## Aktuelles Wappen
Das heutige Wappen wurde am 30. Juni 1994 durch das Innenministerium anerkannt und unter der Nr. 27 der Wappenrolle von Mecklenburg-Vorpommern registriert.
Die Hauptsatzung der Hansestadt Wismar blasoniert das Wappen folgendermaßen: „Das Wappen zeigt in Silber über blauem Wellschildfuß, darin drei (2:1) silberne Fische, die oberen zugewendet, der untere nach links gekehrt, eine nach links schwimmende rote Kogge mit zwei silbernen Streifen längs der Deckslinie, goldbeschlagenem Ruder und goldenem Bugspriet; am Mast eine goldene Tatzenkreuzspitze, darunter eine nach links wehende, zweimal von Silber und Rot längsgestreifte Flagge, ein goldener Mastkorb und ein goldener Schild, dieser belegt mit einem herschauenden schwarzen Stierkopf mit silbernen Hörnern, goldener Krone, geöffnetem Maul, ausgeschlagener roter Zunge und abgerissenem Halsfell, das bogenförmig ausgeschnitten ist und sieben Spitzen zeigt; auf dem Bug der Kogge eine nach links gekehrte widersehende natürliche Möwe.“
Weiterhin heißt es dort: „Das frühere, ehemalige Wappen der Stadt Wismar – gespalten, rechts in Gold ein halber herschauender schwarzer Stierkopf mit silbernen Hörnern, goldener Krone, geöffnetem Maul, ausgeschlagener roter Zunge und abgerissenem Halsfell am Spalt; links vier Querbänder gleicher Breite von Silber und Rot – darf als Wappenzeichen weiterverwendet werden“.

Historisches Stadtwappen bis circa 1918
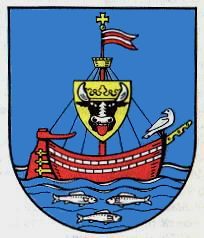
1918–1994
Seit 1994 heutiges offizielles Hoheitszeichen